# Pamela Britton
Pamela Britton (19 de marzo de 1923 - 17 de junio de 1974) fue una actriz estadounidense conocida sobre todo por su papel de "Lorelei Brown" en la serie televisiva Mi marciano favorito (1963 - 1966). También actuó en el clásico del cine negro Con las horas contadas (1950). 
Su verdadero nombre era Armilda Jane Owen, y nació en Milwaukee, Wisconsin. Su madre era Ethel Waite Owen (1893-1997), una gran actriz teatral, radiofónica y de la primitiva televisión. El padre de Britton, Raymond G. Owen, fue un médico que falleció cuando la actriz tenía 20 años. Tuvo dos hermanas, Virginia, una actriz con contrato con la RKO Pictures, y Mary, trabajadora social. 
Pamela estudió en la State Teacher's Normal School y Holy Angels Academy en Milwaukee. A los nueve años trabajaba en el teatro de verano, y desde Hollywood llegaron a llamarla, aunque su madre rechazó la propuesta, diciendo que ella quería ser una actriz, y no una estrella infantil. A los quince años Pamela inició una gira usando el nombre de Gloria Jane Owen, pero al conocer el público quién era su madre, se dio cuenta de que esperaban que fuera una respetada actriz dramática. Por ello cambió su nombre, y eligió el de Pamela de un libro británico, y Britton para dar énfasis al origen de su nombre. 
Tras una temporada de gira junto a Don McGuire, su gran oportunidad llegó cuando fue elegida como la suplente de Celeste Holm en una obra de Broadway. Su agente en Nueva York la presentó al ejecutivo de la Metro-Goldwyn-Mayer Marvin Schneck, que se desplazó para verla trabajar en Chicago. Tras verla dos noches, firmó un contrato con ella.
Su primer papel en una producción de importancia fue el de la pareja de Frank Sinatra en Anchors Aweigh (Levando anclas). Sin embargo, en 1946, hizo un papel para olvidar en una película para olvidar, A Letter for Evie. Desilusionada, se fue a Broadway a trabajar en la obra "Meg Brockie".
Volvió a la gran pantalla en Key to the City (protagonizada por Clark Gable) en 1950, y después interpretó su papel más destacado en el clásico D.O.A. (Con las horas contadas), también en 1950. Su tercera película en ese año fue Watch the Birdie (estrenada en 1951), junto a Red Skelton. Después dejó el cine durante 19 años. Durante este período trabajó en la televisión con la versión para ese medio del personaje del cómic Blondie, interpretado por ella, junto al actor Arthur Lake en el papel de su marido, "Dagwood Bumstead".
Se casó el 8 de abril de 1943 con el capitán Arthur Steel, tras conocerse en una cita a ciegas organizada por la hermana de Pamela. Tras la boda, él fue destinado a Italia, y ella continuó con su trabajo. Tuvieron una hija, Katherine Lee, nacida el 8 de septiembre de 1946. Tras la guerra, Steel trabajó en una empresa de publicidad y se dedicó a la administración de los hoteles de Gene Autry. Britton actuó principalmente en teatros de la Costa Oeste mientras educaba a su hija. En 1954 retomó su papel en Brigadoon, y actuó en Annie Get Your Gun (La reina del Oeste) en el Santa Bárbara Bowl, para retornar a Broadway reemplazando a una enferma Janis Paige en Guys and Dolls (Ellos y ellas).
Quizás su papel más característico fue el de Mrs. Lorelei Brown en la serie de TV Mi marciano favorito, que inició en 1963 y continuó hasta 1966. La serie consiguió que volviera con la MGM. Tras la misma actuó en la película If It's Tuesday, This Must Be Belgium (Si hoy es martes, esto es Bélgica) (1969), antes de su último trabajo para la gran pantalla, Suppose They Gave a War and Nobody Came (Esta noche vamos de guerra) (1970).
En mayo de 1974, mientras se encontraba de gira con Don Knotts, con la obra The Mind with the Dirty Man, Britton empezó a sufrir cefaleas. Dos semanas después fallecía en Arlington Heights, Illinois, a causa de un tumor cerebral, a los 51 años de edad.
Pamela Britton está enterrada en el Cementerio Forest Lawn.